# Nacionalismo asamés
El nacionalismo asamés es la ideología que postula y apoya la autodeterminación de los asameses.
Un movimiento nacionalista asamés es el Movimiento separatista asamés.
Bhupen Hazarika, un compositor nacido en Sadiya, en el estado indio de Assam, ha contribuido con sus canciones a correlacionar el nacionalismo asamés con el nacionalismo indio.